# Kenny King
Kenny Layne (22 de julio de 1981) es un luchador profesional estadounidense. conocido por su nombre artístico Kenny King. Entre sus logros, destaca un reinado como Campeón de la División X de la TNA, uno como Campeón Mundial Televisivo de ROH, un Campeón en Parejas de FIP y dos reinados como Campeón Mundial en Parejas de ROH. Además, participó en la segunda edición de WWF Tough Enough y la World Cup of Wrestling 2013.

## Vida personal
Layne creció en Florida. En el instituto, jugó al fútbol americano como strong safety. Más adelante, asistió a la Universidad Estatal de Florida, antes de ser transferido a la Universidad del Sur de Florida. Luego, le transfirieron a Las Vegas, donde asistió a la Universidad de Nevada, Las Vegas (UNLV). Había planeado jugar al fútbol americano en la UNLV, pero no le vieron apto durante la primera temporada. También trabaja como bailarín de Chippendales.

## Carrera

### Inicios
Layne intentó entrar en la World Wrestling Federation participando en la segunda edición del reality show WWE Tough Enough en 2002. Durante este período, fue entrenado por Al Snow, Bob Holly, Chavo Guerrero, Jr. e Ivory. Fue uno de los cuatro finalistas, pero la competición fue ganada por Jackie Gayda y Linda Miles.
Tras esto, empezó a entrenar en el circuito independiente tras su eliminación. He trained under Nick Bockwinkel, Gary "Rush" Mills, and Scott Casey at the Las Vegas Wrestling Academy. Además de luchar bajo su verdadero nombre, algunas veces lo hizo bajo el nombre de Tough Enough Kenny, adoptando más tarde el de Kenny King. Hizo una aparición en la Ultimate Pro Wrestling el 15 de abril de 2003, derrotando a Mike Mizanin. A mediados de 2003 y principios de 2004, empezó a luchar en la Revolution Pro Wrestling. Entre 2003 y 2005, también hizo varas apariciones para la Alternative Wrestling Show bajo el apodo de "The Natural".

### Total Nonstop Action Wrestling (2005–2006)
Hizo su debut en la Total Nonstop Action Wrestling (TNA) el 3 de diciembre de 2005 en TNA Impact!, perdiendo ante Abyss en un combate muy corto. Continuó haciendo apariciones para la TNA durante el resto de 2005 y principios de 2006, pero no ganó ningún combate. Durante su estancia, fue usado como jobber tanto en comates individuales como en parejas, siendo derrotado por luchadores como Ron Killings, Lance Hoyt o Monty Brown. En enero de 2006, luchó junto a Buck Quartermaine, perdiendo ante the James Gang o Team 3D. En agosto de 2006, fue despedido de la TNA.

### Full Impact Pro (2006-2009)
Tras su despido, empezó a luchar en Full Impact Pro (FIP) a tiempo completo. Formó un stable conocido como "Young, Rich and Ready For Action" (The YRR) junto a Chasyn Rance, Sal Rinauro, Steve Madison, Claudio Castagnoli y Daffney. El 9 de noviembre de 2007, él y Jason Blade ganaron el Campeonato en Parejas de FIP al derrotar a the Briscoe Brothers. Su reinado duró hasta el 20 de diciembre de 2008, perdiéndolo ante Erick Stevens & Roderick Strong

### Ring of Honor (2007–2012)
En 2007, King debutó en Ring of Honor en el evento Motor City Madness 2007, celebrado el 14 de septiembre, junto a su compañero de YRR Chasyn Rance, derrotando a Mitch Franklin & Alex Payne. Tras el combate, The YRR retaron a cualquier luchador de ROH, siendo en ese mismo evento derrotados por Bryan Danielson. Durante los siguientes meses, participó en combates de pareja con The YRR. En agosto de 2008, en el evento Age of Insanity, retó de nuevo a Danielson, pero fue derrotado otra vez. Luego fue derrotado por Kevin Steen en Night of the Butcher II y por Jerry Lynn en Glory by Honor VII.
En The French Connection, luchó junto a Kenny Omega contra the Briscoe Brothers, pero le abandonó cuando el luchador Rhett Titus apareció, yéndose juntos y mostrando una alianza. Los siguientes emses, retaron a Kevin Steen & El Generico por los Campeonatos Mundiales en Parejas de ROH en Insanity Unleashed, pero fueron derrotados. En Steel City Clash, revelaron su alianza con Austin Aries al atacar a los antiguos aliados de Aries, Erick Stevens y Matt Cross, volviéndose el mentos de ambos.
Tuvieron una segunda oportunidad por los títulos en Ring of Honor Wrestling y tuvieron una serie de victorias en la gira por Canadá Double Feature II y en los eventos Never Say Die y Validation. Volvió a ser derrotado por Danielson en Contention y junto a Titus perdieron ante The Young Bucks en Manhattan Mayhem III.

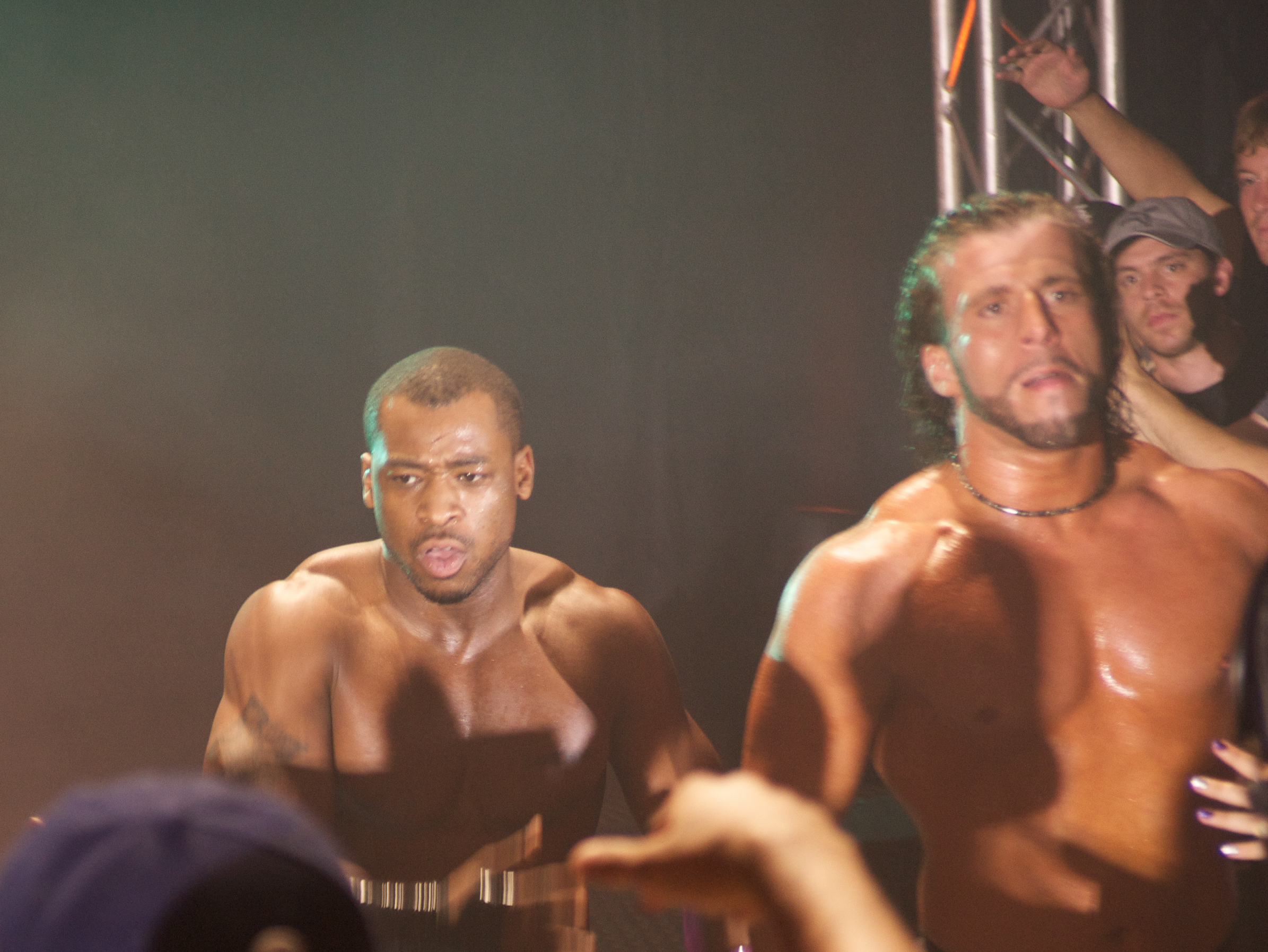
The All Night Xpress of King (left) and Rhett Titus (right) in 2011.

El 15 de agosto de 2009 en las grabaciones de Ring of Honor Wrestling, King derrotó a Lynn y, tras el combate, ambos le atacaron, aplicándole una spike piledriver, quitándole de la competición activa. En Final Battle, derrotó a Roderick Strong, consiguiendo el cuarto puesto en un ranking para retar al Campeón Mundial. El 29 de enero de 2010, se enfrentó a Lynn en el que fue su regreso a ROH. Originalmente, Lynn ganó el combate, pero como atacó a King una vez hubo finalizado, el árbitro revirtió su decisión y le diola victoria a King. En The Big Bang!, perdió su cuarto puesto ante Davey Richards.
El 12 de noviembre de 2010, participó en el torneo Survival of the Fittest, derrotando a El Generico en la primera ronda, pero siendo eliminado por Eddie Edwards en la final. El 18 de diciembre, en Final Battle, the All Night Express derrotaron a Adam Cole & Kyle O'Reilly, anunciando sus intenciones de covnertirse en los Campeones Mundiales en Parejas en 2011. El 6 de febrero, en el 9th Anniversary Show, fueron derrotados por Kings of Wrestling (Chris Hero & Claudio Castagnoli) en su primera oportunidad por los títulos. Tras esto, empezaron a cambiar a Face, completándolo el 19 de marzo en Manhattan Mayhem IV, tras derrotar a the Briscoe Brothers. Sin embargo, tuvieron una revancha en Honor Takes Center Stage en una Battle Without Honor, donde The Briscoe Brothers se alzaron con la victoria. En Death Before Dishonor IX, the All Night Express derrotaron a the Briscoe Brothers en un ladder match, consiguiendo una oportunidad por los títulos. El 24 de junio de 2012 en Best in the World 2012, derrotaron a Wrestling's Greatest Tag Team (Charlie Haas & Shelton Benjamin) ganando por primera ver los Campeonatos Mundiales en Parejas de ROH. Sin embargo, el 5 de julio, hizo una aparición en la TNA sin el consentimiento de ROH, por lo que la empresa le despidió y dejaron vacantes los títulos el 10 de julio, terminando su reinado de 18 días.

### Total Nonstop Action Wrestling (2012-2015)
El 24 de junio, su contrato con ROH terminó. Debido a un acuerdo verbal, la empresa le permitió valorar propuestas de otras promocionesent con la condición de que no luchara en ellas. El 5 de julio, hizo su aparición en el programa de TNA Impact Wrestling, derrotando a Lars Only para clasificarse para un torneo por el vacante Campeonato de la División X. Esta aparición hizo que ROH considerara su comportamiento inaceptable, consistiendo en una "ruptura de un acuerdo verbal", por lo que rompió las negociaciones. El 8 de julio en Destination X, King derrotó a Douglas Williams para llegar a la final, un Ultimate X match contra Zema Ion, Mason Andrews y Sonjay Dutt, siendo ganado por Ion. El 26 de julio volvió a aparecer en Impact Wrestling, enfrentándose a Ion por el Campeonato de la División X, pero fue derrotado después de que Bobby Roode le atacara.
Esto hizo que la semana siguiente, él y el campeón Mundial Peso Pesado Austin Aries se enfrentaran a Roode & Ion, ganando los primeros al cubrir King a Ion. Tras el combate, recibió otra oportunidad por el título en Hardcore Justice. Sin embargo, fue derrotado por Ion. Al día siguiente, se informó de que había firmado un contrato con la empresa. El 6 de diciembre en Impact Wrestling derrotó a Kid Kash y Zema Ion obteniendo una oportunidad por el Campeonato de la X Division en Final Resolution, pero en dicho evento fue derrotado por Rob Van Dam. Sin embargo, la semana siguiente derrotó a Van Dam en un combate de revancha no titular, usando las cuerdas como apoyo. 
King entró en un torneo por una oportunidad por el Campeonato de la X Division derrotando a Zema Ion y llegando a la final en Genesis donde fue derrotado por Christian York, sin embargo tras la lucha atacó a York cambiando a Heel. El 25 de enero de 2013, en Mánchester, Reino Unido, tuvo otra oportunidad por el título contra Van Dam y Zema Ion, pero Van Dam retuvo el campeonato. Sin embargo, el 28 de febrero, derrotó a Van Dam, ganando el campeonato de la X Division. El 10 de marzo en Lockdown derrotó a Zema Ion y Christian York reteniendo el título. El 21 de marzo en Impact Wrestling retuvo el título una vez más tras derrotar a Sonjay Dutt y Zema Ion. El 18 de abril, volvió a retener el título con éxito ante Ion y Petey Williams, cubriendo a Ion. El 16 de mayo retuvo el título de nuevo, tras derrotar a Petey Williams y Chris Sabin. En Slammiversary XI perdió el título contra Chris Sabin en un Ultimate X Match en el que también luchó Suicide.

### Regreso a ROH (2015-2021)
King regresó por sorpresa a ROH el 18 de septiembre de 2015, en el All Star Extravaganza VII, reuniéndose con su socio de All Night Express, Rhett Titus, en un combate por equipos, donde derrotaron a los Hermanos Briscoe.
En 2016, All Night Express se unió con Caprice Coleman para formar una alianza conocida como el Gabinete. El Gabinete venció a Jason Kincaid, Leon St. Giovanni y Shaheem Ali en la primera ronda del torneo ROH World Six-Man Tag Team Championship, solo para enfrentar la derrota a manos de ACH, Jay White y Kushida. Originalmente, el Gabinete fue retratado como algo que no debe tomarse en serio, pero a fines de 2016, el trío se puso serio y se rebautizó como "La Rebelión", y finalmente también agregó a Shane Taylor como miembro. La Rebelión permaneció junta hasta junio de 2017, cuando fueron derrotados por Search and Destroy en un partido, donde el equipo perdedor tuvo que disolverse. Esto significó tanto un impulso individual para King como un cambio de rostro.
El 22 de septiembre en Death Before Dishonor XV, King derrotó a Kushida para ganar el Campeonato Mundial de Televisión ROH por primera vez. El 15 de diciembre de 2017, en Final Battle, Kenny King perdió el título de ROH Television en un combate de eliminación de Fatal 4 Way contra Silas Young, Shane Taylor y Punishment Martinez. Sin embargo, King recuperó el título el 10 de febrero de 2018. King perdió el título en la Supercard of Honor XII ante Silas Young en un combate de Last Man Standing.

### Consejo Mundial de Lucha Libre (2017)
El 9 de agosto de 2017, la promoción mexicana Consejo Mundial de Lucha Libre (CMLL) anunció que Kenny reemplazaría al Rey Haku debido a complicaciones de inmigración, haciendo su debut para la promoción en el Gran Premio Internacional CMLL 2017. El 1 de septiembre, Valiente eliminó a King del torneo internacional cibernético Gran Premio.

### Segundo regreso a Impact Wrestling (2022-2023)
¡En el episodio del 3 de febrero de 2022 de Impact!, King hizo su regreso a TNA, ahora conocida como Impact Wrestling, revelándose como miembro de Honor No More.

## Otros medios
El 22 de julio de 2003, apareció en el programa The Strip como "Felix" en el episodio "Father's Day Blues".También apareció en la serie de Nickelodeon, My Brother and Me en el episodio Dee Dee's Haircut. El 9 de marzo de 2011, jugó en un programa de citas llamado Baggage, donde fue uno de los tres candidatos para que eligiera la concursante, donde estuvo hasta la última ronda.

## En lucha
- Movimientos finales
  - Coronation[36] (Backbreaker rack dropped into a DDT)

- Movimientos de firma
  - Royal Flush (Fireman's carry cutter, a veces desde la segunda cuerda)[36][37]

- Apodos
  - "The Natural"[2]
  - "The Pretty Boy Pitbull"[38]

## Campeonatos y logros
- Full Impact Pro

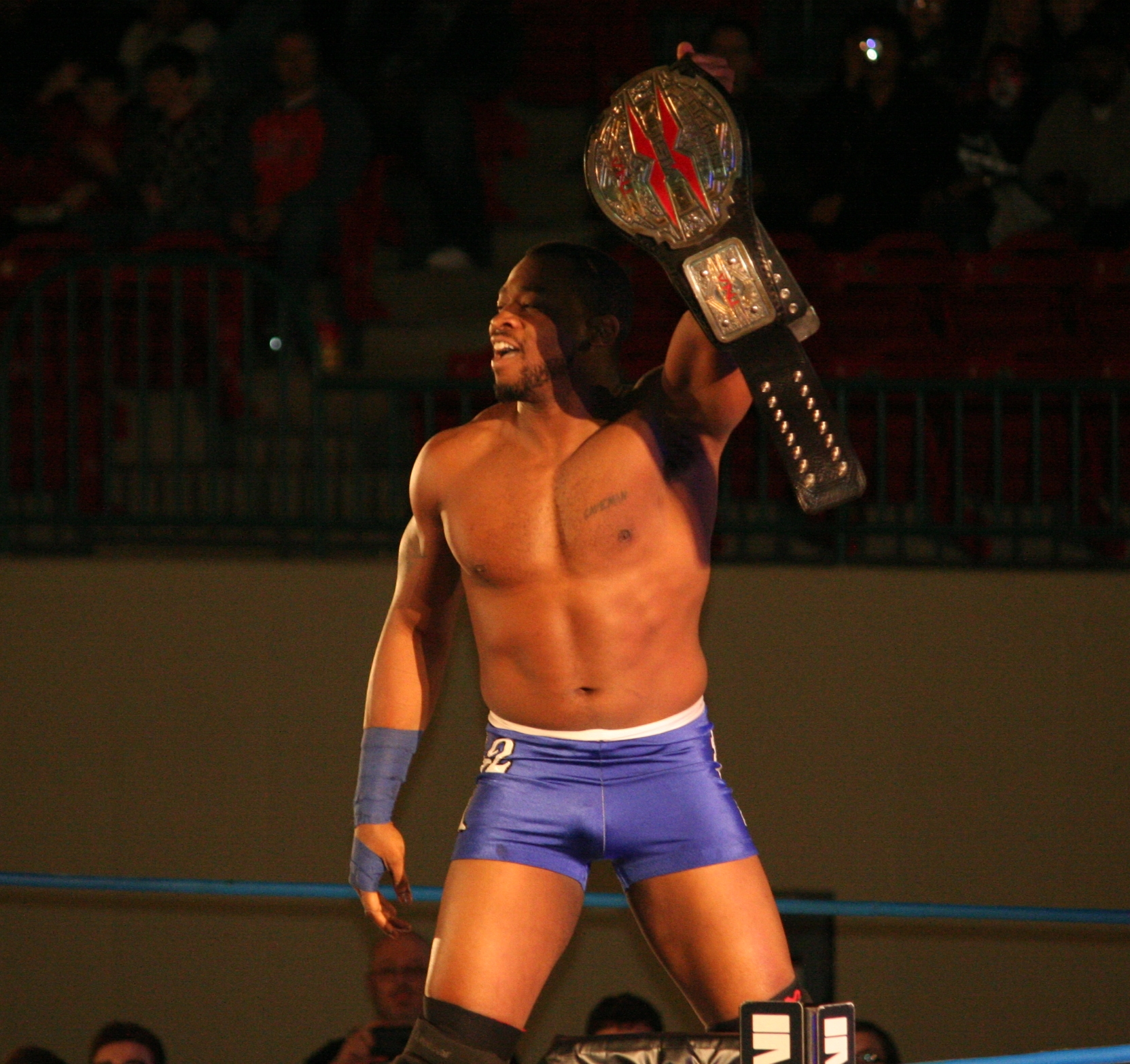
King como Campeón de la División X.

  - FIP Tag Team Championship (1 vez) – con Jason Blade[39]

- Ring of Honor
  - ROH World Television Championship (1 vez)
  - ROH World Tag Team Championship (3 veces) – con Rhett Titus (1) y  Dragon Lee (2)[22]

- Total Nonstop Action Wrestling/Impact Wrestling
  - TNA X Division Championship (1 vez)
  - Impact Digital Media Championship (1 vez)
  - TNA World Cup of Wrestling (2013) – con Christopher Daniels, James Storm, Kazarian y Mickie James

- Ultimate Wrestling Federation
  - UWF Vegas Heavyweight Championship (1 vez)[2]

- Pro Wrestling Illustrated
  - Situado en el Nº453 en los PWI 500 de 2008[40]
  - Situado en el Nº202 en los PWI 500 de 2009[41]
  - Situado en el Nº96 en los PWI 500 de 2010[42]
  - Situado en el Nº101 en los PWI 500 de 2011[43]
  - Situado en el Nº90 en los PWI 500 de 2018